# Lander (Wyoming)
Lander è una città e capoluogo della contea di Fremont, Wyoming, Stati Uniti. Intitolata all'esploratore transcontinentale Frederick W. Lander, Lander è situata nel Wyoming centrale, lungo il Middle Fork of the Popo Agie River. Centro turistico con diversi ranch per turisti nelle vicinanze, Lander si trova appena a sud della riserva indiana di Wind River. La popolazione era di 7 487 abitanti al censimento del 2010.

## Geografia fisica
Secondo lo United States Census Bureau, ha un'area totale di 4,67 mi² (12,10 km²).

## Storia
Lander era nota come Pushroot, Fort Brown e Fort Auger prima di assumere il suo nome attuale. La città è stata nominata "Lander" in onore del generale Frederick W. Lander, un famoso esploratore transcontinentale che mappò il Lander Cutoff dell'Oregon Trail. Diverse miglia a sud-est della città nei pressi dell'attuale U.S. Route 287 si trova il sito del primo pozzo petrolifero del Wyoming, datato al 1884. La città fu incorporata nel 1890.
Il 1º ottobre 1906, Lander divenne il capolinea orientale della "Cowboy Line" della Chicago and North Western Railway, dando così origine allo slogan "dove finiscono le rotaie e iniziano le piste". Originariamente intesa come linea principale transcontinentale per Coos Bay, Oregon, o Eureka, California, la linea non andò mai più a ovest, e il servizio ferroviario a Lander fu interrotto nel 1972.
Lander è la località in cui ha avuto luogo il primo rodeo pagato, che continua tutt'oggi in coordinamento con le rauche feste del 4 luglio.

## Società

### Evoluzione demografica
Secondo il censimento del 2010, la popolazione era di 7 487 abitanti.

### Etnie e minoranze straniere
Secondo il censimento del 2010, la composizione etnica della città era formata dall'88,0% di bianchi, lo 0,2% di afroamericani, il 7,3% di nativi americani, lo 0,6% di asiatici, lo 0,0% di oceanici, l'1,0% di altre razze, e il 2,9% di due o più etnie. Ispanici o latinos di qualunque razza erano il 4,8% della popolazione.